# جورج أناستازيا
جورج أناستازيا (بالإنجليزية: George Anastasia)‏ هو مؤلف وصحفي وكاتب العمود أمريكي، ولد في 6 مارس 1948 في فيلادلفيا في الولايات المتحدة.